# Autoplusia egenoides
Autoplusia egenoides là một loài bướm đêm trong họ Noctuidae.